# Ogrodnictwo

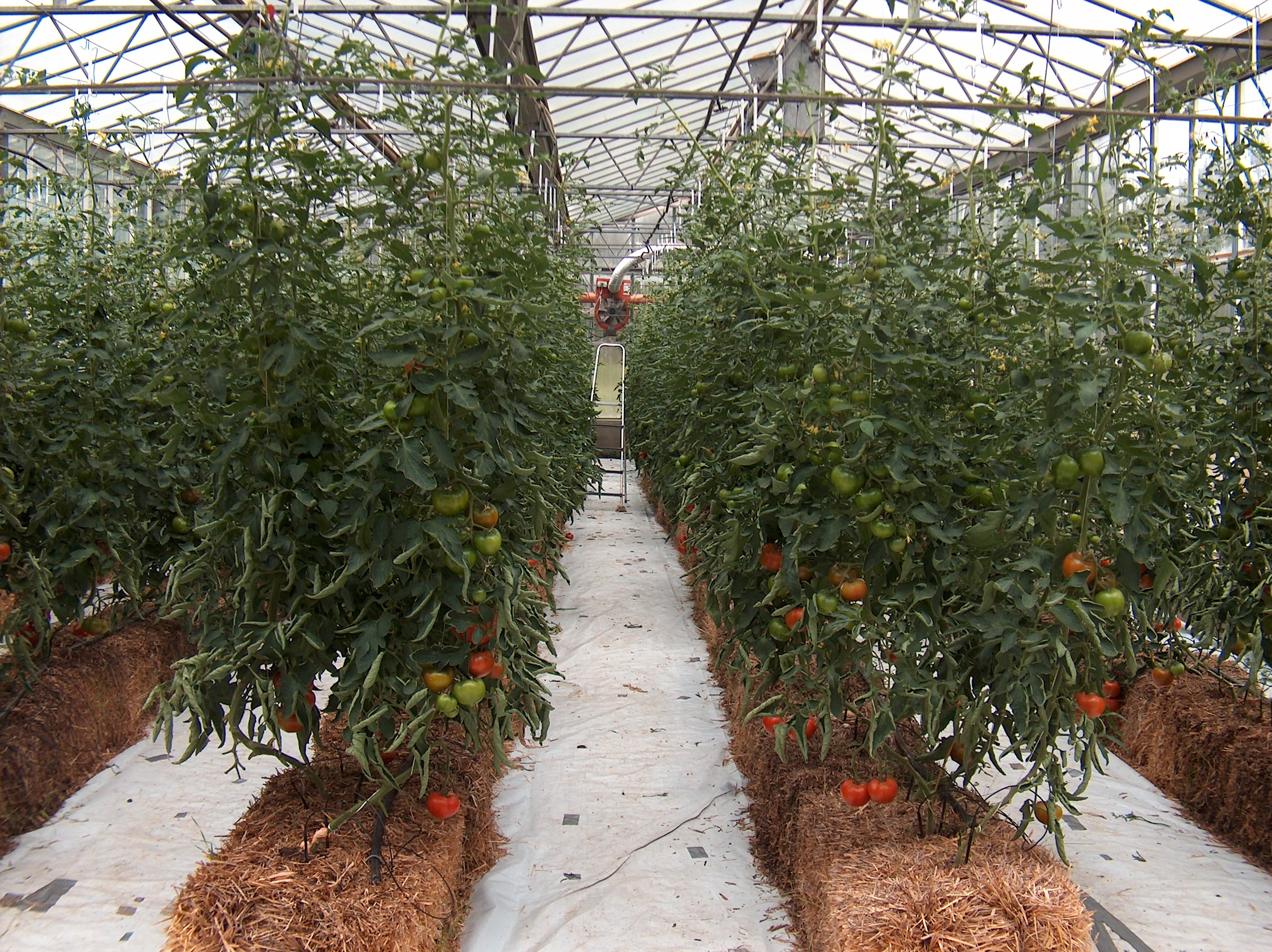
Pomidory uprawiane metodą hydroponiczną na balach słomy.

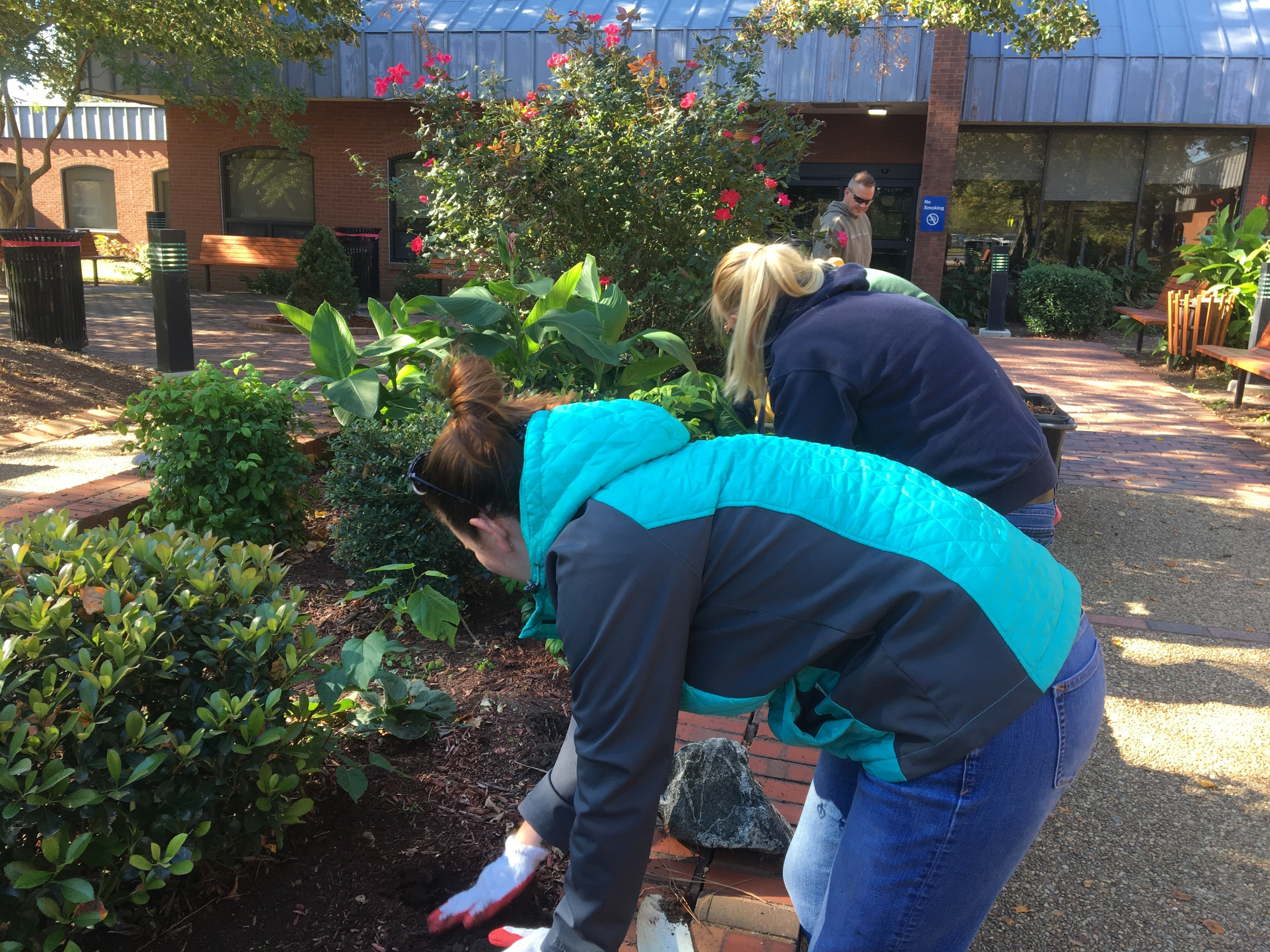
Amerykańscy weterani biorący udział w hortiterapii

Ogrodnictwo, hortologia – wyspecjalizowany dział nauk rolniczych, traktujący o hodowli i uprawie roślin sadowniczych, warzywnych i ozdobnych oraz projektowaniu, urządzaniu i pielęgnowaniu terenów zieleni, czyli architekturze krajobrazu, zwykle charakteryzujący się dużym nakładem środków produkcji, energii, budynków, kosztów, a co za tym idzie – dużą wydajnością. Ogrodnictwo jest jedną z dyscyplin naukowych w obrębie dziedziny nauk rolniczych. W Polsce jest pięć uczelni wyższych, na których są wydziały ogrodnicze oraz kilka innych (zarówno publicznych, jak i niepublicznych) na których prowadzone są studia na kierunku ogrodnictwo. Wydziały ogrodnicze są na Uniwersytecie Przyrodniczym w Lublinie, Uniwersytecie Przyrodniczym w Poznaniu, Uniwersytecie Rolniczym w Krakowie i w Szkole Głównej Gospodarstwa Wiejskiego w Warszawie.

## Rozwój ogrodnictwa
Mniej więcej od końca XIX wieku zauważyć można tendencję do zwiększania się popytu na wszelakie produkty pochodzące z gospodarstw ogrodniczych, dzięki czemu następuje stopniowa specjalizacja upraw oraz ich intensyfikacja a produkcja ogrodnicza zaczyna nabierać charakteru wielkotowarowego i silnie uzależnia się od rynków zbytu – np. dużych miast. Z ogrodnictwa wyłaniają się nowe, samodzielne działy: sadownictwo, warzywnictwo, kwiaciarstwo, szkółkarstwo.
Na terenach wielu państw można obecnie spotkać regiony specjalizujące się w określonym typie produkcji: warzywniczym, kwiaciarskim, czy sadowniczym, których celem jest, oprócz wprowadzania warzyw, owoców i kwiatów na rynki wewnętrzne, także ich produkcja na eksport.

## Uprawy szklarniowe
W strefach klimatu umiarkowanego, produkcja warzyw, kwiatów, czy nawet materiału szkółkarskiego jest możliwa w ciągu całego roku. Wiąże się to z wyeliminowaniem naturalnych sezonów wegetacji, sezonowości kwitnienia i owocowania oraz opóźnianiem lub przyspieszaniem upraw dzięki zastosowaniu specjalnych, często ogrzewanych, szczelnych osłon: inspektów, tuneli foliowych bądź szklarni. Istnieją nawet kilkusethektarowe plantacje tego typu upraw, gdzie zastosowanie mają nowoczesne technologie: systemy automatycznie sterujące natężeniem światła, nawadnianiem, temperaturą, mogące dowolnie zmieniać długość dnia, wysoce wydajne urządzenia i maszyny, specjalistyczne nawożenie, zintegrowane systemy ochrony roślin. To wszystko w połączeniu z osiągnięciami z dziedziny hodowli roślin, prowadzi do zwielokrotnienia wydajności produkcji roślinnej na określonej powierzchni upraw ogrodniczych.

## Hobbystyczne ogrodnictwo a zdrowie

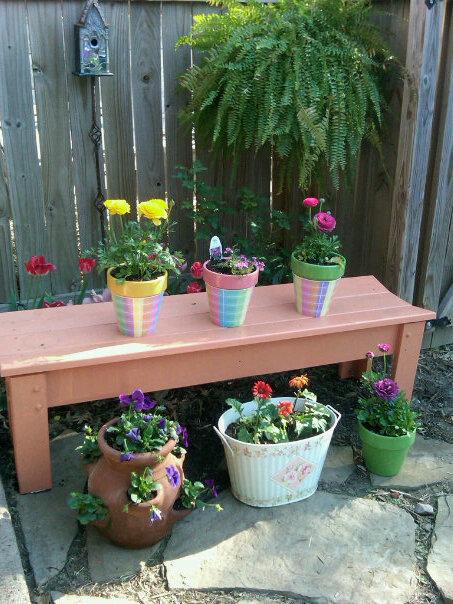
Uprawa roślin doniczkowych to powszechnie wykorzystywana forma ogrodnictwa hobbystycznego

Kontakt z zielenią i naturą wpływa pozytywnie na zdrowie, a ponieważ hobbystyczne ogrodnictwo jest formą kontaktu z roślinnością, jest więc też przykładem tego typu pożądanej aktywności. Zaobserwowano np., że już tylko krótki kontakt z naturalnym otoczeniem poprawia zdolność do koncentracji, w porównaniu do kontaktu ze środowiskiem miejskim. Uprawianie ogrodu poprawia też uczucie satysfakcji i szczęścia. Wywiady przeprowadzone wśród ludzi zajmujących się hobbystycznie ogrodnictwem wykazują, że są oni szczęśliwsi i bardziej zadowoleni z życia, od ludzi, którzy nie zajmują się taką działalnością. Przyczyn dopatrywać się można w specyficznym składzie flory glebowej. W próchnicznej glebie ogrodowej znajdują się m.in. bakterie z rodzaju Mycobacterium oraz inne mikroorganizmy, które w mogą dostać się do przewodu pokarmowego osoby pracującej w ogrodzie. Niektóre z tych bakterii stymulują w tych warunkach wydzielanie się serotoniny, hormonu, wpływającego na odczucie zadowolenia i satysfakcji. Pozytywna reakcja ludzi w środowisku ogrodniczym wykorzystywana jest w hortiterapii.

## Stowarzyszenie
W Polsce od 1987 roku działa Polskie Towarzystwo Nauk Ogrodniczych - stowarzyszenie naukowe skupiające osoby zawodowo lub tylko amatorsko związane z ogrodnictwem. Jest ono członkiem zbiorowym Międzynarodowego Towarzystwa Nauk Ogrodniczych (International Society for Horticultural Science). Takie stowarzyszenia narodowe działają w 63 krajach